# Thần Cao Sơn

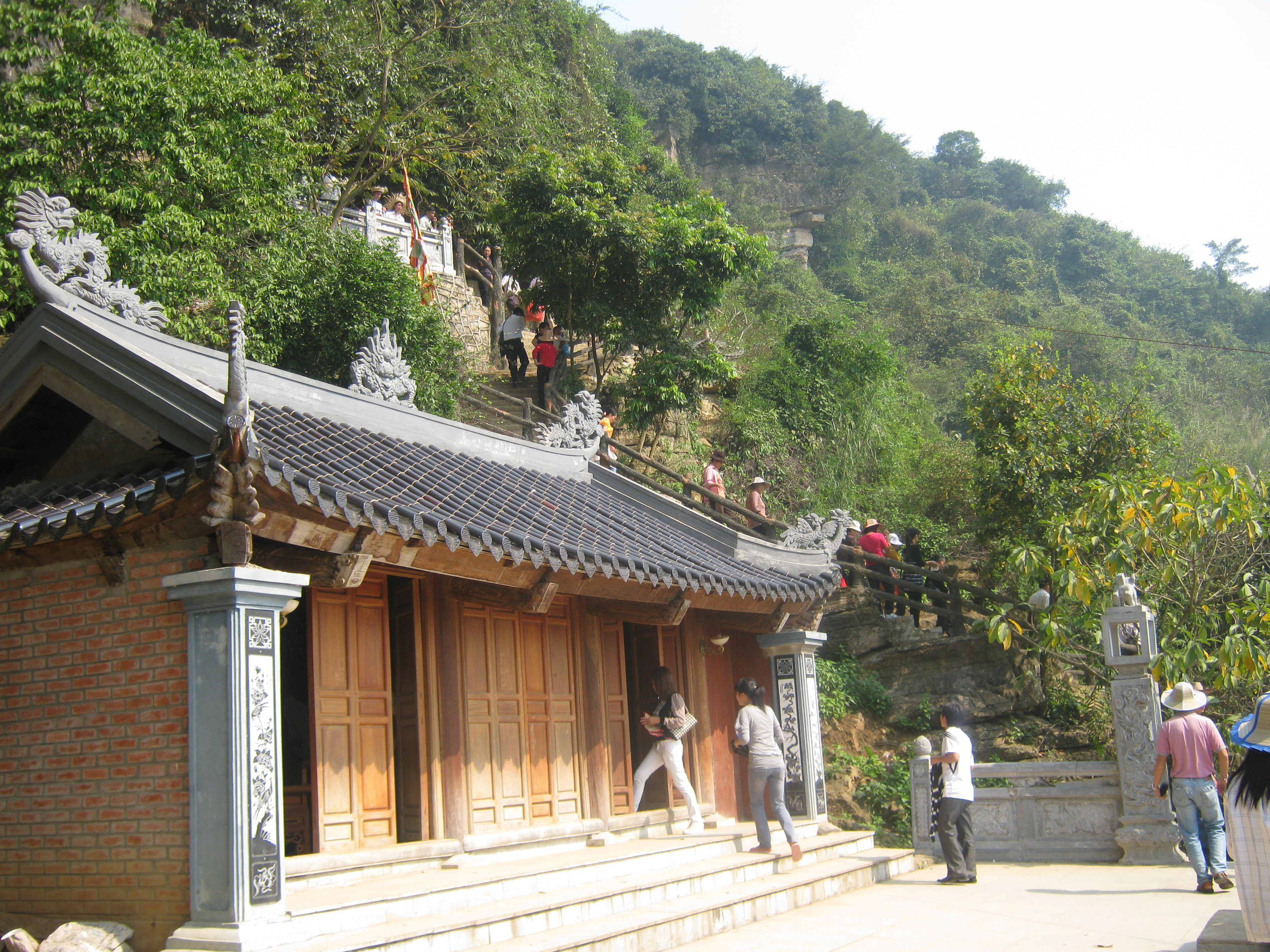
Đền thờ thần Cao Sơn sau hang sáng ở chùa Bái Đính, Ninh Bình

Thần Cao Sơn (Chữ Hán: 神高山) hay Cao Sơn đại vương là tên gọi của nhiều vị thần khác nhau trong truyền thuyết Việt Nam. Có ít nhất năm vị Cao Sơn đều được thờ phổ biến ở các di tích Việt Nam, bao gồm: Thần Cao Sơn thời Hùng Vương thứ nhất, Thần Cao Sơn thời Hùng Vương thứ 18, Tướng Cao Sơn thời nhà Đinh, Tướng Cao Sơn người Trung Quốc sang Việt Nam thời nhà Hồ và Thần Cao Sơn ở Chí Linh, Hải Dương.

## Thần Cao Sơn ở núi Tản Viên
Cao Sơn đại vương trong Tam vị Tản Viên Sơn Thánh. Vị thần này được thờ ở rất nhiều nơi, trong các vùng Ba Vì (Sơn Tây), vùng sông Tích Giang và các vùng Mường cổ, cũng như nhiều đình làng, thần tích ở nhiều vùng đồng bằng Bắc Bộ khác. Về vị thần này trong các thần tích đa phần đều có đặc điểm chung là: có tên là Hiển, sống ở thời Hùng Vương thứ 18 (Hùng Duệ Vương), cùng với Quý Minh là em họ của Tản Viên, có công giúp vua Hùng đánh thắng quân Thục. Vị thần này sau này ngự ở ngọn núi bên trái của dãy Ba Vì (Tản Viên đứng giữa, bên phải là Quý Minh).
- Đền Mẫu Đợi thờ Thần Cao Sơn (Quý Minh đại vương) ở làng Dụ Đại xã Đông Hải huyện Quỳnh Phụ tỉnh Thái Bình để tưởng nhớ công ơn của ngài.
- Đền Dĩnh Kế (còn gọi là Nghè Kế, Nghè Cả), thuộc xã Dĩnh Kế, thành phố Bắc Giang, tỉnh Bắc Giang, thờ Đức Thánh Cả là Đức thánh Cao Sơn, Quý Minh, theo truyền thuyết là 2 vị tướng của Vua Hùng đã có công đánh đuổi giặc ngoại xâm, mang lại bình yên cho đất nước, khi thác đi luôn phù hộ cho dân làng xã tắc được ấm no. Hàng năm vào dịp rằm tháng Ba âm lịch, ngày Đại kỳ phước, đền Dĩnh Kế là nơi trung tâm diễn ra lễ hội của nhân dân các thôn trong xã.[2]
- Đình Vĩnh Ninh thuộc thôn Vĩnh Ninh, phường Hoàng Văn Thụ, thành phố Bắc Giang (trước Cách mạng tháng 8 năm 1945 thuộc xã Dĩnh Kế, tổng Dĩnh Kế, huyện Phượng Nhỡn, tỉnh Bắc Giang). Ngôi đình được Nhà nước cấp bằng công nhận di tích lịch sử - văn hoá cấp quốc gia. Di tích đình Vĩnh Ninh nằm về phía Đông Bắc thành phố Bắc Giang và đầu đường quốc lộ 31 nên đường đi rất thuận lợi cho khách tham quan. Đình Vĩnh Ninh là công trình tín ngưỡng văn hoá tiêu biểu duy nhất của dân thôn Vĩnh Ninh, là nơi thờ hai vị Thánh Cao Sơn-Quý Minh (hai thuộc tướng thời Hùng Duệ Vương). Đình Vĩnh Ninh cùng với các công trình tín ngưỡng văn hoá khác của xã Dĩnh Kế (nghè Cả và chùa Kế) tạo thành một quần thể di tích liên hoàn rất có giá trị. Hội đình Vĩnh Ninh hằng năm được tổ chức vào ngày 19, 20 tháng Giêng.[3]
- Đình Đình Bảng thuộc phường Đình Bảng, thành phố Từ Sơn, Bắc Ninh. Được mệnh danh là 'Nhà sàn' giữa miền Kinh Bắc. Đình Đình Bảng là một ngôi đình cổ kính nổi tiếng nhất của đất Kinh Bắc, được xây dựng năm 1700, đến năm 1736 hoàn thành, do công đầu của quan Nguyễn Thạc Lượng, người Đình Bảng và bà vợ đảm đang Nguyễn Thị Nguyên quê ở Thanh Hóa đã mua gỗ lim về dâng làng xây dựng.[4] Đình thờ 3 vị thành hoàng: Cao Sơn đại vương (Thần Đất), Thủy bá đại vương (Thần Nước) và Bạch lệ đại vương (Thần Trồng Trọt).[5]
- Đình Lỗ Hạnh ở thôn Lỗ, xã Đông Lỗ, huyện Hiệp Hòa, tỉnh Bắc Giang. Đình được dựng vào thời Mạc, năm Sùng Khang thứ 11 (1576). Đình Lỗ Hạnh đã qua nhiều lần tu sửa vào các năm 1694, 1850, và năm 1910 xây thêm hậu cung bằng cách cắt mái giữa, tạo nên mặt bằng hình chữ "đinh" và hai dãy tả vu, hữu vu. Đây là ngôi đình có niên đại sớm thứ hai trong cả nước (chỉ sau Đình Tây Đằng- Hà Tây). Đình thờ thành hoàng là Cao Sơn đại vương, người có công giúp vua Hùng đánh giặc. Đình còn thờ Phượng Duy Công chúa (Bà Chúa Tiên), người đã dạy dân địa phương trồng bầu.[6]
- Đình Thụy Hà ở làng Thụy Hà, xã Bắc Hồng, huyện Đông Anh, tp.Hà Nội

## Thần Cao Sơn ở Ninh Bình
Thần Cao Sơn thờ ở đình Kim Liên ở Hà Nội, một trong Thăng Long tứ trấn, lại là một trong 50 người con theo mẹ Âu Cơ lên núi, được phong chức Lạc tướng Vũ Lâm, cai quản vùng núi phía Tây Ninh Bình. Đền thờ chính của thần ở huyện Phụng Hóa, nay là đền Láo ở xã Văn Phú, Nho Quan, Ninh Bình. Vị thần này có công phù trợ quân Lê Tương Dực diệt được Uy Mục, sau được dân làng Kim Liên rước về thờ và được phong là Cao Sơn đại vương trấn phía Nam kinh thành. Ở Ninh Bình, thần Cao Sơn được thờ ở nhiều di tích thuộc vùng núi Nho Quan - Tam Điệp và là vị thần trấn trạch phía tây Hoa Lư tứ trấn.
Theo như thần phả các đền thờ Cao Sơn ở Ninh Bình thì Cao Sơn đại vương là Lạc tướng Vũ Lâm (tức vùng núi phía tây Ninh Bình ngày nay nên còn được gọi là vị thần tây trấn Hoa Lư tứ trấn), con thứ 17 vua Lạc Long Quân, khi vâng mệnh vua anh (Hùng Vương thứ nhất) đi tuần từ vùng Nam Lĩnh đến vùng Thiên Dưỡng, đã tìm ra một loài cây thân có bột dùng làm bánh thay bột gạo, lấy tên mình đặt tên cho cây là Quang lang (dân địa phương vẫn gọi là cây quang lang hay cây búng báng). Thần đã dạy bảo và giúp đỡ người dân làm ăn sinh sống đồng thời bảo vệ khỏi các thế lực phá hoại vì vậy đã được nhân dân lập nhiều đền thờ.
- Đền Núi Hầu (Yên Thắng - Yên Mô): đền Núi Hầu thuộc thôn Bình Hào, xã Yên Thắng (Yên Mô) hiện còn giữ được 5 sắc phong, trong đó có một sắc phong thời Tây Sơn, đời Cảnh Thịnh năm thứ tư (1796). Nội dung sắc phong có lời tôn vinh vị thần được thờ tại đền là Cao Sơn Đại Vương. Năm Mậu Thân (1789) Vua Quang Trung tiến quân ra Bắc đóng hành doanh ở phòng tuyến Tam Điệp trước khi tiến quân ra Thăng Long đã cầu thần Cao Sơn âm phù diệt giặc. Sau chiến thắng giặc Mãn Thanh, năm Quang Trung thứ Hai có phong duệ hiệu của thần: Cao Sơn, Linh cảm, Diên Huống, Gia Khánh, Phương Du, Hồng Liệt, Anh Thanh Đại Vương.
- Đền Quảng Phúc (Yên Phong - Yên Mô): là nơi thờ thần Cao Sơn với vai trò là lạc tướng Vũ Lâm và thần Quý Minh trấn Nam Kinh đô Hoa Lư. Lễ hội đền diễn ra từ ngày 10 đến 15/3 âm lịch tại thôn Quảng Phúc, xã Yên Phong, Yên Mô.
- Đền Quèn Thờ (Đông Sơn - Tam Điệp): nằm ở lũy Quèn Thờ, còn có tên là đền Cao Sơn vì thờ thần Cao Sơn - trấn ngự vùng núi phía tây Hoa Lư tứ trấn từ thời Đinh. Theo thần tích, năm xưa khi thân chinh ra Bắc, vua Quang Trung đã lên thắp hương xin kế phá giặc ở đây. Tương truyền ngôi đền thờ thần Cao Sơn trước đó ở giữa lưng chừng núi. Vua Quang Trung đã được thần báo mộng và nhắc nhở xây đền lên đỉnh núi nếu thắng trận. Sau khi thắng trận vị vua này đã cho di rời Đền lên đỉnh núi.
- Đền Láo (Văn Phú, Nho Quan): Xã Văn Phú thuộc đất Phụng Hóa xưa là nơi đặt ngôi đền cổ thờ thần Cao Sơn - một vị thần được thờ ở rất nhiều di tích trên địa bàn tỉnh Ninh Bình và sau cũng trở thành vị thần trấn trạch phía Nam Thăng Long tứ trấn. Thần Cao Sơn thờ ở đình Kim Liên ở Hà Nội, một trong Thăng Long tứ trấn chính là Lạc tướng Vũ Lâm, một trong 50 người con của Lạc Long Quân - Âu Cơ. Đền thờ chính của thần ở huyện Phụng Hóa, nay là đền Láo ở xã Văn Phú, Nho Quan, Ninh Bình. Khi xưa quân Lê Tương Dực đã cầu thần ở đây để diệt Lê Uy Mục, sau thấy hiệu nghiệm nên rước thần về thờ ở đình Kim Liên phong là Cao Sơn đại vương trấn phía Nam kinh thành.
- Đền Sơn Thần (Gia Thủy - Nho Quan): gắn với sự tích khi Đinh Bộ Lĩnh còn nhỏ được mẹ đưa vào ở đền thờ Sơn Thần trong động.
- Đình Hương Thịnh (Phú Lộc, Nho Quan): thờ thần Cao Sơn trấn trạch vùng núi phía tây Ninh Bình.
- Đền Vô Hốt (Lạc Vân, Nho Quan): thờ thần Cao Sơn trấn trạch vùng núi phía tây Ninh Bình
- Miếu Cao Sơn, (Kỳ Phú, Nho Quan): Miếu thờ thần Cao Sơn gắn với tín ngưỡng của dân tộc Mường. Thần tích miếu có dị bản cho rằng thần Cao Sơn là người thật, sinh ra trên đất này.
- Đền Miếu Sơn (Ninh Vân, Hoa Lư): Thờ thần Cao Sơn cùng với Tản Viên và Quý Minh.
- Đền Gối Đại (Ninh Hải, Hoa Lư): Thuộc khu du lịch sinh thái Thung Nham, phối thờ thần Cao Sơn cùng với thần Quý Minh.
- Đền Cao Sơn (khu núi chùa Bái Đính): đền thờ thần Cao Sơn nằm ở khu chùa Bái Đính cổ, trong đền có tượng thờ thần. Đây là vị thần cai quản vùng núi Vũ Lâm. Theo truyền thuyết, Đinh Bộ Lĩnh từ thuở còn hàn vi đã được mẹ đưa vào sống cạnh đền sơn thần trong động. Khi xây dựng kinh đô Hoa Lư, Đinh Tiên Hoàng Đế cũng cho xây dựng 3 ngôi đền để thờ các vị thần trấn giữ ở 3 vòng thành mà dân gian gọi là Hoa Lư tứ trấn. Theo đó, thần Thiên Tôn trấn giữ cửa ngõ vào vòng thành phía Đông, thần Quý Minh trấn giữ cửa ngõ vào thành Nam và thần Cao Sơn trấn giữ cửa ngõ vào vòng thành phía Tây.
- Đền Cao Sơn (khu núi hang động Tràng An): thuộc địa bàn xã Ninh Xuân, gần hành cung Vũ Lâm. Đền Cao Sơn nằm trong khu vực rừng núi, sông nước thuộc quần thể di sản thế giới Tràng An.
- Miếu Lạc Thiện ở xã Quang Thiện, huyện Kim Sơn được xây dựng từ thế kỷ 19, có tổng diện tích trên 3900 mét vuông. Miếu Lạc Thiện thờ đức Cao Sơn Đại vương có công lao rất lớn giúp nhân dân tăng gia sản xuất, mở rộng đất đai, xây dựng cuộc sống yên ổn, thanh bình. Miếu và Chùa Lạc Thiện đã nhận bằng xếp hạng di tích Quốc gia.[9]

## Thần Cao Sơn ở Chí Linh
Thần Cao Sơn thờ ở làng Lương Nhân, thành phố Chí Linh, Hải Dương là một vị thần chuyện chữa bệnh đậu mùa cho dân. Mỗi lần dân làm lễ cầu hỏi tên thì thần nhập đồng nói tên là Cao Sơn. Thần Cao Sơn giỏi thuốc, thường hiện thân làm thầy lang chữa bệnh đậu mùa cho nhân dân xứ Đông. Lúc sinh thời có hiệu là Tế giang cư sĩ. Nhân dân đảo Quan Lạn, Vân Đồn, Quảng Ninh thờ Cao Sơn trong miếu ở xóm Thái Hoà gọi là Cao Sơn thần miếu.
Ở xã Quốc Tuấn, huyện Nam Sách, tỉnh Hải Dương, thì có đến 3 nơi thờ Cao Sơn Đại Vương và được thờ với sự tích là vị thầy thuốc huyền thoại. Đó là nghè Rồng, đền Rồng và đình Rồng. Thời điểm xảy ra bệnh đậu mùa thường là vào mùa xuân, làm nhiều người, nhất là trẻ con chết hàng loạt, nên gọi là dịch đậu mùa, kẻ gây ra dịch này gọi là “quan ôn”, và người chết bất cứ ở tuổi nào, đều gọi là đã bị “quan ôn bắt lính”.
Trong bộ Lê Quý Đôn toàn tập, đã được xuất bản, thì tập II là Kiến văn tiểu lục, toàn vẹn tác phẩm tuyệt vời nhất của ông, do Nhà xuất bản Khoa học Xã hội in ấn và phát hành năm 1977 có ghi: “Cao Sơn Đại Vương tinh thông làm thuốc, chữa khỏi bệnh đậu mùa. Một đêm hiện lên nói: “Tôi là Cao Sơn, nhà ở xứ Đầu Hồ, xã Lương Giản, huyện Chí Linh”.

## Tướng Cao Sơn, thời nhà Đinh
Cao Sơn và Cao Các là hai anh em sinh đôi, sinh ngày 6/1/938 ở làng Cao Xá, huyện Thọ Xuân, châu Ái (nay thuộc Thanh Hóa). Cha là ông Cao Trạch, mẹ là bà Lê Thị Điểm (quê ở Ninh Phúc, Ninh Bình). Từ nhỏ, Cao Các đã học giỏi, thông minh tài trí hơn người; Cao Sơn võ nghệ tinh thông. Lớn lên, hai ông bỏ làng đi tìm minh chúa. Đinh Bộ Lĩnh phong Cao Các làm Giám Nghị đại phu, giao cho 5 vạn binh lính để đánh dẹp loạn 12 sứ quân. Cao Các, Cao Sơn đã cùng các tướng sỹ lần lượt đánh bại và thu phục các sứ quân. Ngày 6 tháng 6 năm Đinh Mão (tức 15 tháng 7 năm 967), Đinh Bộ Lĩnh điều một đạo quân do tướng Nguyễn Bồ chỉ huy tiến đánh sứ quân Nguyễn Siêu. Trong trận quyết liệt này Đinh Bộ Lĩnh bị mất 4 tướng là Nguyễn Bồ, Nguyễn Phục, Đinh Thiết và Cao Sơn cùng rất nhiều binh lính đều tử trận.
Khi dẹp xong loạn 12 sứ quân, Đinh Bộ Lĩnh lại về quê Hoa Lư xây dựng kinh đô, xưng Đại Thắng Minh Hoàng Đế. Ông ban cho Cao Các thực ấp ở huyện An Ninh, lo khuyến khích nghề nông, làm việc nghĩa, luyện tập võ nghệ phòng khi nước nhà có biến cố, giúp triều đình bảo vệ quê hương và đánh giặc cứu nước. Khi chúa Chiêm Thành là Xạ Đẩu đem quân uy hiếp Đại Cồ Việt, vua Đinh triệu Cao Các về triều, giao cho 5 vạn binh lính, ấn kiếm đi đánh giặc. Cao Các cầm quân xông pha nhiều trận, quân Chiêm đại bại phải trốn về nước. Sau trận đại thắng, vua Đinh thưởng công Cao Các rất hậu, muốn lưu ông lại triều đình nhưng Cao Các xin về sống ở An Ninh. Ông lâm bệnh mất đột ngột, tin báo về triều đình nhà Đinh thương tiếc cho lập miếu thờ. Đến thời vua Lý Thái Tổ, thấy đền miếu thiêng, biết ông là trung thần nhà Đinh bèn phong tặng Mỹ Tự Đại Vương. Các triều vua về sau phong sắc cho Ngài là Thượng Thượng đẳng tối linh Tôn thần. Các triều đại phong kiến Việt Nam đã ban nhiều sắc phong, hiện tại đền vẵn còn lưu giữ 11 sắc phong do vua triều Lê và triều Nguyễn ban cho thần chủ của đền.
Do lập nhiều công lao, hai anh em Cao Sơn và Cao Các được nhiều nơi lập đền thờ như: Đền Phúc Trung (xã Ninh Phúc, thành phố Hoa Lư); đền thôn Tân (xã Khánh Lợi, Yên Khánh, Ninh Bình); Đền Xuân Hòa (xã Hưng Long, Hưng Nguyên, Nghệ An); Đình Mõ (xã Hậu Thành, Yên Thành, Nghệ An); Đền Ngọc Điền (Thị trấn Hưng Nguyên, Nghệ An); Đình Trụ Thạch (Lý Thành, Yên Thành, Nghệ An), đình Tranh Chử (xã Thắng Thủy, huyện Vĩnh Bảo, Hải Phòng),... Riêng đình Tự Khoát ở xã Ngũ Hiệp thờ Cao Sơn tại nơi ông hy sinh.

## Tướng Cao Sơn, người Trung Quốc
Thần Cao Sơn nữa là người Trung Quốc. Theo thần tích Đình Đại (Bạch Mai, Hà Nội) thì thần tên Cao Hiển, tự là Văn Trường, cha là Cao Khánh ở vùng núi Bảo Đài Sơn, quận Quảng Nam. Ông lấy vợ người làng Quang Liệt ở Trường Yên (Ninh Bình) là Trần Thị Tố, sinh người con trai vào ngày 16 tháng 3 năm Kỷ Tị,(15 tháng 4 năm 1329), đặt tên là Hiển. Sau khi mẹ mất năm lên 7 tuổi, cậu được cha đưa về Trung Quốc. Hiển học thầy Chu Đường, 27 tuổi đỗ Tiến sĩ, bổ châu mục Ích Châu. Sau khi Hồ Quý Ly cướp ngôi nhà Trần, Hiển công được vua sai sang Việt Nam trừ họ Hồ. Ông đóng đồn ở Hồng Mai (tức Bạch Mai), diệt được nhà Hồ, sau lại về Bắc, được vua Trung Quốc phong Cao Sơn đại vương, sau tu ở núi Bảo Đài, thọ 103 tuổi.
7 làng thuộc tổng Hà Hồi xưa, nay thuộc 3 xã của huyện Thường Tín (Hà Nội) là các làng Hà Hồi, Phú Cốc, Hoà Lương, Khê Hồi thuộc xã Hà Hồi; làng Đức Trạch thuộc xã Quất Động; các làng Bạch Liên và Phương Quế thuộc xã Liên Phương có 7 ngôi đình của 7 làng này đều thờ Thành hoàng Cao Sơn đại vương. Vị thần này còn được thờ ở một số nơi khác trong nội thành Hà Nội, như đình Đồng Tâm. Đình Làng Minh Thành, xã Đông Quang, huyện Đông Sơn, tỉnh Thanh Hóa còn nguyên phả tích thờ. Là một ngôi đình rất thiêng.
Liên quan đến vị thần Cao Sơn này, theo thần tích đền thờ Cao Sơn đại vương tại Thôn Trung - Xã Thổ Hoàng - Huyện Ân Thi - Tỉnh Hưng Yên thì thần có tên cha mẹ và tên bản thân như trên nhưng ngài xuất hiện ở nước ta vào thời Lý giữ chức "Đô hộ sứ", lúc đó nước ta đã tự chủ nhưng chính quyền phương Bắc vẫn muốn thiết chế như trước nên đặt chức Đô hộ sứ mặc dầu chỉ là hình thức chứ không có thực quyền, để hòa hiếu với Tàu nhà Lý cũng công nhận chức vụ trên, khi ngài ở nước ta thì quanh năm ngày tháng đi vân du khắp nơi gặp gỡ nhân dân các vùng và có quan hệ tốt với dân, ngài dạy lễ nghi, giáo hóa kiến thức, hỗ trợ kinh tế cho dân được người dân yêu mến và kính trọng. Khi vân du các nơi ngài chọn ra 72 nơi có phong thủy đẹp và làm sinh từ (đền thờ sống) trong đó Thôn Trung - Xã Thổ Hoàng - Huyện Ân Thi - Tỉnh Hưng Yên là một nơi như vậy, thần tích chép rõ ngài ở với dân nơi đây 3 tháng và tặng vàng cho dân, xuất của cải xây dựng sinh từ nơi đây, sau ngài về Bắc mất và vua Lý rất thương tiếc, sắc cho các nơi có sinh từ của ngài thờ phụng, có quy định cụ thể về số ngày tế, vật phẩm, trang phục...việc thờ phụng rất linh ứng, thiêng liêng nên hương hỏa không dứt đến nay.

## Liên quan
Như vậy, trong dân gian có ít nhất năm vị thần Cao Sơn khác nhau. Tuy nhiên, trong số đó, vị thần Cao Sơn ở Trung Quốc có tên trùng với thần Cao Sơn em Tản Viên, có ông bố Cao Khánh ngụ ở Trường Yên tức gần Phụng Hóa (Nho Quan, Ninh Bình ngày nay) nơi cũng có rất nhiều đền thờ Cao Sơn là em trai của Hùng Vương thứ nhất. Điều rắc rối đan xen này được các nhà nghiên cứu xem là tính dị biệt của văn học dân gian.